# 刘鸿臣
刘鸿臣（1924年5月—2017年9月12日），河北唐县人，中国共产党人，中华人民共和国官员。

## 生平
1940年5月加入中国共产党，1942年2月入伍。历任战士、班长、副排长、支部书记、副指导员、干事、指导员、教导员、组织股长，政治处副主任、主任，团政委、师政委、军区保卫部部长、干部部部长、军副政委、守备区政委等职，官至解放军后勤学院副院长。
2017年9月12日，在沈阳逝世，享年93岁。